# Палладийдицинк
Палладийдицинк — бинарное неорганическое соединение
палладия и цинка
с формулой Zn2Pd,
кристаллы.

## Получение
- Сплавление стехиометрических количеств чистых веществ:

{\displaystyle {\mathsf {Pd+2Zn\ {\xrightarrow {530^{o}C}}\ Zn_{2}Pd}}}

## Физические свойства
Палладийдицинк образует кристаллы
ромбической сингонии,
пространственная группа C mmm,
параметры ячейки a = 0,75252 нм, b = 0,73631 нм, c = 1,23072 нм, Z = 16
.
Соединение образуется по перитектической реакции при температуре 530°C.